# Tachina orbitalis
Tachina orbitalis là một loài ruồi trong họ Tachinidae.